# Дубина Ганна Андріївна
Ганна Андріївна Дубина (нар. 1915, село Привороття, тепер Кам'янець-Подільського району Хмельницької області — ?) — українська радянська діячка, голова виконкому Приворотської сільської ради Орининського району Кам'янець-Подільської (Хмельницької) області. Депутат Верховної Ради УРСР 2-го скликання.

## Біографія
Народилася у бідній родині сільського коваля Андрія Щербаня. Закінчила сільську школу. У січні 1930 року вступила до комсомолу.
Працювала піонервожатою школи села Привороття. Потім закінчила курси працівників зв'язку та працювала завідувачкою відділу зв'язку села Привороття Орининського району Кам'янець-Подільської області.
Під час німецько-радянської війни не працювала. У 1944 році, після приходу Радянської армії, знову очолила відділ зв'язку села Привороття Орининського району Кам'янець-Подільської області.
З травня 1944 року — голова виконавчого комітету Приворотської сільської ради Орининського району Кам'янець-Подільської (Хмельницької) області.

## Нагороди
- медалі